# Liste von ISO-Normen
Anmerkung: Die Liste erhebt keinen Anspruch auf Vollständigkeit oder Aktualität, sie ist ständig mit der Website der ISO abzugleichen.

ISO-Logo

Einige wichtige Normen, Standards oder Technische Spezifikationen der ISO sind:

## Liste nach Nummern

### ISO 1–999
- ISO 1 Geometrische Produktspezifikation (GPS); Referenztemperatur für geometrische Produktspezifikation und -prüfung
- ISO 2 Textilien; Bezeichnung der Drehrichtung von Garnen und verwandten Erzeugnissen
- ISO 3 Normzahlen; Normzahlreihen
- ISO 4 Information und Dokumentation – Regeln für das Kürzen von Wörtern in Titeln und für das Kürzen der Titel von Veröffentlichungen
- ISO 5 Fotografie und Drucktechnik; Messen der optischen Dichte
  - Teil 1: Begriffe, Symbole und Schreibweisen
  - Teil 2: Geometrische Bedingungen für Messungen bei Transmission
  - Teil 3: Spektrale Bedingungen
  - Teil 4: Geometrische Messungen bei Reflexion
- ISO 6 Fotografie; Schwarzweiß-Negativfilm/Verarbeitungssysteme für Stehbildaufnahmen; Bestimmung der ISO-Empfindlichkeit
- ISO 7 Rohrgewinde für im Gewinde dichtende Verbindungen
  - Teil 1: Maße, Toleranzen und Bezeichnungen
  - Teil 2: Prüfen mit Grenzlehren
- ISO 8 Dokumentation; Gestaltung von Zeitschriften
- ISO 9 Transliteration von kyrillischen Zeichen ins Lateinische
- ISO 11 Produktabbildung – Luftfahrzeuge; Anschlüsse zur Prüfung der Druckkabine von Luftfahrzeugen am Boden
- ISO 12 Luft- und Raumfahrt; Rohrleitungen; Kennzeichnung
- ISO 14 Keilwellen-Verbindungen mit geraden Flanken und Innenzentrierung; Maße, Toleranzen, Prüfung
- ISO 15 Wälzlager – Radiallager – Hauptmaße, Maßplan
- ISO 16 Normstimmfrequenz (Normstimmton)
- ISO 17 Richtlinien für die Anwendung von Normzahlen und Normzahlreihen
- ISO 18 Dokumentation; Inhaltsverzeichnis von Zeitschriften und anderen Veröffentlichungen
- ISO 22 Riementriebe; Flachriemen und zugehörige Scheiben; Maße und Toleranzen
- ISO 23 Kinematografie – Verwendung des Films 35 mm in Laufbildkameras – Festlegungen
- ISO 25 Kinematographie – Anwendung des Films 16 mm in der Filmkamera – Festlegungen
- ISO 26 Kinematographie; Film 16 mm; Lage des Films im Projektor für Aufprojektion
- ISO 28 Kinematografie – Verwendung von 8-mm-Kinofilm, Typ R in der Kamera – technische Lieferbedingungen
- ISO 31 Größen und Einheiten (Quantities and Units)
- ISO 32 Druckgasflaschen für medizinische Zwecke; Inhaltskennzeichnung
- ISO 34-1 Elastomere oder thermoplastische Elastomere – Bestimmung des Weiterreißwiderstandes
  - Teil 1: Streifen-, winkel- und bogenförmige Probekörper
  - Teil 2: Kleine (Delfter) Probekörper
- ISO 35 Naturkautschuk-Latex-Konzentrat – Bestimmung der mechanischen Stabilität (ISO 35:2004 + Amd. 1:2006)
- ISO 36 Elastomere oder thermoplastische Elastomere – Bestimmung der Haftung von Elastomer-Textil-Verbindungen
- ISO 37 Elastomere oder thermoplastische Elastomere – Bestimmung der Zugfestigkeitseigenschaften
- ISO 43 Luftfahrzeug – Aufbockpunkte
- ISO 45 Luft- und Raumfahrt; Anschlüsse zum Druckbetanken von Luftfahrzeugen
- ISO 46 Luftfahrzeuge; Erdungssteckverbindungen für Treibstoff; Füllstützen
- ISO 48 Elastomere oder thermoplastische Elastomere – Bestimmung der Härte
  - Teil 1: Einführung und Leitfaden
  - Teil 2: Härte zwischen 10 IRHD und 100 IRHD
  - Teil 3: Gewichtbelastungs-Härte mittels der Skala der sehr niedrigen Gummihärte (VLRH)
  - Teil 4: Eindringhärte durch Durometer-Verfahren (Shore-Härte)
  - Teil 5: Eindruckhärte durch IRHD-Taschengeräteverfahren
  - Teil 6: Eindruckhärte von gummibeschichteten Rollen durch IRHD-Taschengeräteverfahren
  - Teil 7: Scheinbare Härte von gummibeschichteten Walzen mit der Shore-Härteprüfgerät-Methode
  - Teil 8: Scheinbare Härte von gummibeschichteten Walzen mit der Pusey und Jones Methode
  - Teil 9: Kalibrierung und Überprüfung von Härteprüfgeräten
- ISO 49 Tempergußfittings für Gewindeverbindungen nach ISO 7-1
- ISO 53 Stirnräder für den allgemeinen und Schwermaschinenbau – Standard-Bezugszahnstangen – Zahnprofile
- ISO 54 Stirnräder für allgemeinen und Schwermaschinenbau – Moduln
- ISO 60 Kunststoffe – Bestimmung der scheinbaren Dichte von Formmassen, die durch einen gegebenen Trichter abfließen können (Schüttdichte)
- ISO 61 Kunststoffe – Bestimmung der scheinbaren Dichte von Formmassen, die nicht durch einen gegebenen Trichter abfließen können (Stopfdichte)
- ISO 62 Kunststoffe – Bestimmung der Wasseraufnahme
- ISO 68 ISO-Gewinde allgemeiner Anwendung – Grundprofil und Nennprofil
  - Teil 1: Metrisches Gewinde
  - Teil 2: Inch-Gewinde
- ISO 69 Kinematographie – 16-mm-Kine- und Magnetfilm – Schneide- und Perforationsmaße
- ISO 70 Kinematografie – 35-mm-Negativ-Lichttonaufzeichnung auf 35-mm-Film (Kopien) – Lage und Breitenabmessungen
- ISO 71 Kinematografie – Film 16 mm, Lichttonnegativ für Filme 16 mm, 35/16 mm und 35/32 mm – Lage und Abmessungen der Tonspur
- ISO 74 Kinematografie – Film 8 R – Kamera- und Projektorfenster – Lage und Maße
- ISO 128-50 Technische Zeichnungen – Allgemeine Grundlagen der Darstellung – Grundregeln für Flächen in Schnitten und Schnittansichten (Ersatz für DIN 201)
- ISO 129 Technische Zeichnungen – Eintragung von Maßen und Toleranzen
- ISO 216 Papierformate
- ISO 233 Internationale Norm für die wissenschaftliche Transliteration der arabischen in die lateinische Schrift
- ISO 639 Sprachnamen (language names)
- ISO 646 IA5: 7-Bit-Code für Informationsaustausch
- ISO 668 ISO-Container der Reihe 1; Klassifikation, Maße, Gesamtgewichte
- ISO 690 Zitierregeln

- ISO 843 Transliteration und Transkription griechischer Zeichen in lateinische Zeichen
- ISO 868 Kunststoffe und Hartgummi – Bestimmung der Eindruckhärte mit einem Durometer (Shore-Härte)

### ISO 1000–9999
- ISO 1000 SI-Einheiten und Empfehlungen für den Gebrauch … (SI units and recommendations for the use of their multiples and of certain other units)
- ISO 1001 Informationsverarbeitung; Datenstruktur und Beschriftung von Magnetbändern für Informationsaustausch
- ISO 1002 Wälzlager; Lager für Zellenbaugruppen von Luftfahrzeugen; Merkmale, Hauptmaße, Toleranzen, statische Tragzahlen
- ISO 1043 Kennzeichnung von Polymerteilen
- ISO 1207 Zylinderschraube mit Schlitz (alt: DIN 84)
- ISO 1479 Sechskant-Blechschraube (alt: DIN 7976)
- ISO 1481 Zylinder-Blechschraube mit Schlitz (alt: DIN 7971)
- ISO 1482 Senk-Blechschraube mit Schlitz (alt: DIN 7972)
- ISO 1483 Linsensenk-Blechschraube mit Schlitz (alt: DIN 7973)
- ISO/IEC 1539 Programmiersprache Fortran
- ISO 1726 (Kippvorrichtung, Auspuff, Luftansaugung, Luft- und Stromanschlüsse hinterm Fahrerhaus am LKW)
- ISO 1996 Akustik - Beschreibung, Messung und Beurteilung von Umgebungslärm
  - Teil 1: Grundlegende Größen und Beurteilungsverfahren
  - Teil 2: Bestimmung des Umgebungslärmpegels
- ISO 1997 Korkgranulat und Korkmehl - Klassifizierung, Eigenschaften und Verpackung
- ISO 1999 Akustik; Bestimmung der berufsbedingten Lärmexposition und Einschätzung der lärmbedingten Hörschädigung
- ISO 2009 Senkschraube mit Schlitz (alt: DIN 963)
- ISO 2010 Linsensenkschraube mit Schlitz x(alt: DIN 964)
- ISO 2022 Informationstechnologie – Zeichensatzstruktur- und -erweiterungstechniken
- ISO 2108 Nummernsystem für Bücher (ISBN)
- ISO 2145 Dokumentation – Nummerierung von Abschnitten und Absätzen in schriftlichen Dokumenten
- ISO 2575 Symbole auf Armaturenbrettern
- ISO 2534 Straßenfahrzeuge — Prüfcode des Motors — Bruttoleistung
- ISO 2709 Information und Dokumentation – Format für den Informationsaustausch
- ISO 2768-1 Allgemeintoleranzen für Längen und Winkel
- ISO 2788 Dokumentation; Richtlinien für die Erstellung und Entwicklung einsprachiger Thesauren
- ISO 2811-1 Messung der Dichte einer Flüssigkeit in einem Pyknometer
- ISO 2811-2 Messung der Dichte einer Flüssigkeit mit einer Gammkugel (Auftrieb)
- ISO 2836 Bestimmung der Widerstandsfähigkeit von bedruckten Materialien
- ISO 2846 Beschreibung der Farbe und Transparenz für den Vierfarbdruck
- ISO 2848 Hochbau; Modularkoordination; Grundsätze und Regeln
- ISO 3095 Bahnanwendungen - Akustik - Messung der Geräuschemission von spurgebundenen Fahrzeugen
- ISO 3103 Zubereitung von Tee (Tea – Preparation of liquor for use in sensory tests)
- ISO 3166 Ländercodes (country codes)
- ISO 3297 ISSN
- ISO 3381 Bahnanwendungen - Akustik - Geräuschmessungen in spurgebundenen Fahrzeugen
- ISO 3601 Fluidtechnik – O-Ringe
- ISO 3602 Transliteration der japanischen Silbenschrift ins Lateinische (Kunrei-System)
  - ISO 3602 Strict (Nippon-System)
- ISO 3720 Schwarz-Tee-Definition (Black tea – Definition and basic requirements)
- ISO 3864 Graphische Symbole – Sicherheitsfarben und Sicherheitszeichen
  - ISO 3864-1 Gestaltungsgrundlagen für Sicherheitszeichen und Sicherheitsmarkierungen
  - ISO 3864-2 Gestaltungsgrundlagen für Sicherheitsschilder auf Produkten
  - ISO 3864-3 Gestaltungsgrundlagen für graphische Symbole zur Anwendung in Sicherheitszeichen
  - ISO 3864-4 Farb- und photometrische Eigenschaften von Trägermaterialien für Sicherheitszeichen
- ISO 4014 Sechskantschraube mit Schaft (alt: DIN 931)
- ISO 4017 Sechskantschraube mit Gewinde bis Kopf (alt: DIN 933)
- ISO 4026 Gewindestift mit Innensechskant und Kegelkuppe (alt: DIN 913)
- ISO 4027 Gewindestift mit Innensechskant und Spitze (alt: DIN 914)
- ISO 4028 Gewindestift mit Innensechskant und Zapfen (alt: DIN 915)
- ISO 4029 Gewindestift mit Innensechskant und Ringschneide (alt: DIN 916)
- ISO 4157 Zeichnungen für das Bauwesen – Bezeichnungssysteme
- ISO 4217 Währungscodes (currency codes)
- ISO 4405 Fluidtechnik: Verschmutzung der Druckflüssigkeit; Gravimetrische Methode zur Bestimmung der Feststoffverschmutzung
- ISO 4406 Fluidtechnik: Hydraulik-Druckflüssigkeiten – Zahlenschlüssel für den Grad der Verschmutzung durch feste Partikel
- ISO 4711 Preßkorkscheiben; Festlegungen
- ISO 4762 Zylinderschraube mit Innensechskant (alt: DIN 912)
- ISO 4975 Bahnanwendungen - Bremssystem - Qualitätsanforderungen an die in pneumatischen Geräten und Ausrüstungen benutzte Druckluft
- ISO 5003 Vignolschienen mit einem Gewicht von 43 kg/m und mehr
- ISO 5127 Information and documentation – Foundation and vocabulary (ISO 5127:2017 ersetzt ISO 5127:2001; englisch)
- ISO 5455 Technische Zeichnungen, Maßstäbe
- ISO 5800 Farbfilm-Empfindlichkeit
- ISO 5832 Chirurgische Implantate – Metallische Werkstoffe
- ISO 5834 Chirurgische Implantate – Ultrahochmolekulares Polyethylen
- ISO 6166, beschreibt den Aufbau der Internationalen Wertpapierkennnummer (ISIN)
- ISO 6346 Frachtcontainer - Kodierung, Identifizierung und Kennzeichnung
- ISO 7000 Graphische Symbole auf Einrichtungen
- ISO 7001 Graphische Symbole zur Information der Öffentlichkeit
- ISO 7010 Graphische Symbole - Sicherheitsfarben und Sicherheitszeichen - Registrierte Sicherheitszeichen
- ISO 7029 Akustik; Statistische Verteilung von Hörschwellen als eine Funktion des Alters.
- ISO 7046 Senkschraube mit Kreuzschlitz (alt: DIN 965)
- ISO 7047 Linsensenkschraube mit Kreuzschlitz (alt: DIN 966)
- ISO 7049 Linsen-Blechschraube mit Kreuzschlitz (alt: DIN 7981)
- ISO 7050 Senk-Blechschraube mit Kreuzschlitz (alt: DIN 7982)
- ISO 7051 Linsensenk-Blechschraube mit Kreuzschlitz (alt: DIN 7983)
- ISO/IEC 7064 Informationstechnik – IT-Sicherheitsverfahren – Prüfzeichensysteme
- ISO 7098 Information und Dokumentation; Umschrift des Chinesischen (Pinyin)
- ISO 7144 Aufbau und Gestaltung technischer und wissenschaftlicher Berichte
- ISO 7379 Pass-Schulterschrauben (Zylinderkopf, ISK, Toleranzklasse h7 & f9)
- ISO 7380 Schrauben mit abgeflachtem Halbrundkopf mit reduzierter Belastbarkeit (mit und ohne Bund)
- ISO 7435 Gewindestift mit Schlitz und Zapfen (alt: DIN 417)
- ISO 7637 Straßenfahrzeuge – Elektrische Störungen durch Leitung und Kopplung
  - Part 1 Wortschatz und allgemeine Überlegungen
  - Part 2 Elektrische Transientenleitung nur entlang der Versorgungsleitungen
  - Part 3 Elektrische Transientenübertragung durch kapazitive und induktive Kopplung über andere Leitungen als Versorgungsleitungen
  - Part 4 (TS) Elektrische Transientenleitung nur entlang abgeschirmter Hochspannungsversorgungsleitungen
- ISO 7708 Luftbeschaffenheit – Festlegung von Partikelgrößenverteilungen für die gesundheitsbezogene Schwebstaubprobenahme
- ISO 7730 – Ergonomie der thermischen Umgebung
- ISO 7736 Einbauräume als auch Anschlüsse für Autoradios zum Fronteinbau in Straßenfahrzeugen
- ISO 7810 Größen von Magnetstreifenkarten
- ISO 7811 Datenformat von Magnetstreifenkarten
- ISO 7812 Datenformat von Identifikationskarten
  - Teil 1: Nummernsysteme
  - Teil 2: Anwendung und Registrierung
- ISO 7816 standardisiert Smartcards
- ISO 8253 Akustik, Audiometrische Prüfverfahren
- ISO 8331 Leitfaden zur Auswahl, Lagerung, Verwendung und Instandhaltung von Gummi- und Kunststoffschläuchen und Schlauch-Baugruppen
- ISO 8583 Standard für Meldungen, die von Finanz-Transaktionskarten erzeugt werden – Spezifikationen der Übertragungsmeldungen
- ISO 8601 standardisierte Datums- und Zeitschreibweise für alle Länder
- ISO 8676 Sechskantschraube mit Feingewinde 8 × 1 bis 100 × 4 bis Kopf, (alt: DIN 961)
- ISO/IEC 8652 Die Programmiersprache Ada 95
- ISO 8859 Zeichensätze, die ASCII als Untermenge beinhalten (z. B. ISO 8859-1, ISO 8859-2)
- ISO 8879 Informationsverarbeitung; Text- und Bürosysteme; Verallgemeinerte normalisierte Erweiterungssprache (Standard Generalized Markup Language – SGML)
- ISO 9000 Qualitätsmanagementsysteme – Grundlagen und Begriffe
- ISO 9001 Qualitätsmanagementsysteme – Anforderungen
- ISO 9004 Qualitätsmanagementsysteme – Leitfaden zur Leistungsverbesserung
- ISO 9022 Optik und optische Instrumente – Umweltprüfungen
- ISO 9060 Solar-Energie – Bestimmungen und Einteilung von Solarstrahlungsmessgeräten
- ISO/IEC 9126 Softwarequalität
- ISO 9141 Straßenfahrzeuge; Diagnosesysteme; Anforderungen für den Austausch digitaler Informationen (Road vehicle; diagnostic systems; requirements for interchange of digital information) (K-Leitung)
- ISO 9241 Ergonomische Anforderungen für Bürotätigkeiten mit Bildschirmgeräten
- ISO 9613 Akustik; Dämpfung des Schalls bei der Ausbreitung im Freien
  - Teil 1: Berechnung der Schallabsorption durch die Luft
  - Teil 2: Allgemeines Berechnungsverfahren
- ISO 9660 Dateisystem für CD-ROMs
- ISO 9712 Zerstörungsfreie Prüfung - Qualifizierung und Zertifizierung von Personal der zerstörungsfreien Prüfung
- ISO 9899 Die Programmiersprache C
- ISO 9984 Transliteration der Georgischen Schrift ins Lateinische
- ISO 9985 Transliteration der Armenischen Schrift ins Lateinische

### ISO 10000–10999
- ISO 10001 Qualitätsmanagement – Kundenzufriedenheit – Richtlinien für die Verhaltenskodizes von Organisationen
- ISO 10005 Qualitätsmanagement – Leitfaden für Qualitätsmanagementpläne – QMP
- ISO 10006 Qualitätsmanagementsysteme – Leitfaden für Qualitätsmanagement in Projekten
- ISO 10007 Qualitätsmanagement – Leitfaden für Konfigurationsmanagement
- ISO 10009 Qualitätsmanagement - Anleitung für die Anwendung von Qualitätswerkzeugen
- ISO 10012 Messmanagementsysteme – Anforderungen an Messprozesse und Messmittel
- ISO 10075 Ergonomische Grundlagen bezüglich psychischer Arbeitsbelastung
  - Teil 1 Allgemeines und Begriffe
  - Teil 2 Gestaltungsgrundsätze
  - Teil 3 Grundsätze und Anforderungen an Verfahren zur Messung und Erfassung psychischer Arbeitsbelastung
- ISO 10149 (Yellow Book): Physikalisches Format von CD-ROMs
- ISO/IEC 10164 Informationstechnik; Kommunikation Offener Systeme; Systemmanagement
- ISO/IEC 10165 Informationstechnik; Kommunikation Offener Systeme; Managementdienste; Strukturierung der Managementinformation (OSI Managementmodell)
- ISO/IEC 10179 Informationstechnik – Text- und Bürosysteme – Dokumentstilsemantik- und Spezifikationssprache (DSSSL)
- ISO 10303 Industrielle Automatisierungssysteme und Integration – Produktdatendarstellung und -austausch (STEP)
- ISO/IEC 10373 Identification Cards – Test Methods
- ISO 10599 Autoradios, u. a. Antennenstecker
- ISO 10642 Senkschraube mit Innensechskant (alt: DIN 7991)
- ISO 10668 Markenbewertung - Anforderungen an die monetäre Markenbewertung
- ISO 10646 Universal Coded Character Set (UCS)
- ISO 10965 Textile Bodenbeläge – Bestimmung des elektrischen Widerstandes
- ISO 10993 Biologische Beurteilung von Medizinprodukten

### ISO 11000–11999
- ISO 11088 Montage, Einstellung und Überprüfung der Funktionseinheit Ski-Bindung-Schuh (S-B-S) für den alpinen Skilauf
- ISO/IEC 11172 MPEG-1
- ISO 11228 Ergonomie – Manuelles Handhaben von Lasten
  - Teil 1: Heben und Tragen
  - Teil 2: Ziehen und Schieben
  - Teil 3: Handhabung geringer Lasten bei hohen Bewegungsfrequenzen
- ISO 11393 Schutzkleidung für die Benutzer von handgeführten Kettensägen
  - Teil 1: Prüfstand zur Prüfung des Widerstandes gegen Kettensägen-Schnitte
  - Teil 2: Leistungsanforderungen und Prüfverfahren für Beinschützer
  - Teil 3: Prüfverfahren für Schuhwerk
  - Teil 4: Leistungsanforderungen und Prüfverfahren für Schutzhandschuhe
  - Teil 5: Prüfverfahren und Leistungsanforderungen für Schutzgamaschen
  - Teil 6: Prüfverfahren und Leistungsanforderungen für Oberkörperschutzmittel
- ISO 11452 Straßenfahrzeuge – Komponentenprüfverfahren für elektrische Störungen durch schmalbandig abgestrahlte elektromagnetische Energie
  - Teil 1: Allgemeine Grundsätze und Terminologie
  - Teil 2: Mit Absorber ausgekleidetes, abgeschirmtes Gehäuse
  - Teil 3: Transversale elektromagnetische (TEM) Zelle
  - Teil 4: Anregungsmethoden nutzen
  - Teil 5: Stripline
  - Teil 6: Entfällt
  - Teil 7: Direkte Hochfrequenz-(RF)-Leistungseinspeisung
  - Teil 8: Immunität gegenüber Magnetfeldern
  - Teil 9: Tragbare Sender
  - Teil 10: Immunität gegen leitungsgebundene Störungen im erweiterten Audiofrequenzbereich
  - Teil 11: Nachhallkammer
- ISO/TR 11548 Kommunikationsmittel für Blinde – Identifikatoren, Benennungen und Zuordnung zur 8-Punkt-Brailleschrift
- ISO 11656 Maschinenteil in Kontakt mit textilen Behandlungsölen
- ISO 11819-1 Messung des Einflusses von Straßenoberflächen auf Verkehrgeräusche – Teil 1: Statistisches Vorbeifahrtverfahren
- ISO 11819-2 Messung des Einflusses von Straßenoberflächen auf Verkehrgeräusche – Teil 2: Nahfeldmessmethode (z. Z. Entwurf ISO/CD 11819-2)
- ISO 11898-1 Straßenfahrzeuge – CAN-Protokoll (CAN)
- ISO 11940 Transliteration der Thailändischen Schrift
- ISO 11941 Transliteration der Koreanischen Schrift ins Lateinische

### ISO 12000–12999
- ISO 12100 Sicherheit von Maschinen – Allgemeine Gestaltungsleitsätze – Risikobeurteilung und Risikominderung
- ISO/IEC 12207 Systeme und Software-Engineering – Software Lebenszyklusprozesse
- ISO 12639 Grafik-Technologie – Digitaler Datenaustausch in der Druckvorstufe – Tagged image file format for image technology (TIFF/IT)
- ISO 12641 Grafik-Technologie – Digitaler Datenaustausch in der Druckvorstufe – Farb-Sollvorgabe zur Scanner-Eingabe-Kalibrierung
- ISO 12647 Prozesskontrolle für die Herstellung von Raster-Farbauszügen, Andruck, Prüfdruck und Auflagendruck

### ISO 13000–13999
- ISO 13053-1 Quantitative Verfahren zur Prozessverbesserung – Six Sigma
  - Teil 1: DMAIC-Verfahren
  - Teil 2: Werkzeuge und Techniken
- ISO 13216 Isofix-Halterungssystem für Auto-Kindersitze
- ISO 13318-2 Determination of particle size distribution by centrifugal liquid sedimentation methods – Part 2: Photocentrifuge method.
- ISO 13320 Partikelmessung durch Laserlichtbeugung
- ISO 13400 DoIP – Diagnostics over Internet Protocol (z. Z. Entwurf)
- ISO 13406-2 Ergonomie von LCD-Bildschirmen
- ISO 13485 Medizinprodukte – Qualitätsmanagementsysteme – Anforderungen für regulatorische Zwecke
- ISO 13616-1:2007 Teil 1, beschreibt die Internationale Bankkontonummer (IBAN)
- ISO/IEC 13818 MPEG-2
- ISO 13940:2015 Gesundheitsinformatik - System von Konzepten zur Unterstützung der Kontinuität der Versorgung
- ISO 13990 Textilmaschinen und Zubehör - Garnförderer und Garnkontrolle für Strickmaschinen

### ISO 14000–14999
- ISO 14001 bis ISO 14064 Umweltmanagementsystem
- ISO 14015 Umweltmanagement - Umweltbewertung von Standorten und Organisationen (UBSO)
- ISO 14040 und ISO 14044 Ökobilanzierung
- ISO 14064 Treibhausgase
  - Teil 1: Spezifikation mit Anleitung zur quantitativen Bestimmung und Berichterstattung von Treibhausgasemissionen und Entzug von Treibhausgasen auf Organisationsebene
  - Teil 2: Spezifikation mit Anleitung zur quantitativen Bestimmung, Überwachung und Berichterstattung von Reduktionen der Treibhausgasemissionen oder Steigerungen des Entzugs von Treibhausgasen auf Projektebene
  - Teil 3: Spezifikation mit Anleitung zur Validierung und Verifizierung von Erklärungen über Treibhausgase
- ISO 14119 Sicherheit von Maschinen – Verriegelungseinrichtungen in Verbindung mit trennenden Schutzeinrichtungen – Leitsätze für Gestaltung und Auswahl
- ISO 14120 Sicherheit von Maschinen - Trennende Schutzeinrichtungen - Allgemeine Anforderungen an Gestaltung und Bau von feststehenden und beweglichen trennenden Schutzeinrichtungen
- ISO 14155 Klinische Prüfung von Medizinprodukten an Menschen
- ISO 14229 Straßenfahrzeuge – Unified Diagnostic Services (UDS)
- ISO 14230 Straßenfahrzeuge – Diagnosesysteme – Schlüsselwort 2000 (KWP2000)
- ISO/IEC 14443 Identification cards – Contactless integrated circuit cards – Proximity cards
- ISO/IEC 14496 MPEG-4
- ISO/IEC 14543 Hausautomatisierungsstandard KNX
- ISO 14617 Graphische Symbole für Schemazeichnungen
  - Teil 1: Allgemeine Informationen und Verzeichnisse
  - Teil 2: Symbole mit allgemeiner Geltung
  - Teil 3: Anschlüsse und zugehörige Geräte
  - Teil 4: Aktuatoren und zugehörige Geräte
  - Teil 5: Mess- und Regelgeräte
  - Teil 6: Mess- und Regelfunktionen
  - Teil 7: Grundlegende mechanische Komponenten
  - Teil 8: Ventile und Dämpfer
  - Teil 9: Pumpen, Kompressoren und Lüfter
  - Teil 10: Fluidtechnische Umrichter
  - Teil 11: Geräte für Wärmeübertragung und Wärmekraftmaschinen
  - Teil 12: Vorrichtungen zum Trennen, Reinigen und Mischen
  - Teil 13: Geräte für die Materialbearbeitung
  - Teil 14: Vorrichtungen für den Transport und die Handhabung von Material
  - Teil 15: Installationsdiagramme und Netzwerkkarten
- ISO/IEC 14772 Informationstechnik – Computergraphik und Bildverarbeitung – Virtuelle Realitätsmodellsprache (VRML)
- ISO/DIS 14825 Straßenverkehrstelematik – Digitale geografische Dateien – Zusammenfassende Datenspezifikation (Geographic Data Files)
- ISO 14837 Mechanische Schwingungen - Erschütterungen und sekundärer Luftschall aus dem Schienenverkehr
  - Teil 1: Allgemeine Anleitungen
- ISO/IEC 14882 Programmiersprache C++
- ISO 14835 Mechanische Vibrationen und Stoß – Kälteprovokationstests zur Beurteilung der peripheren Gefäßfunktion.
  - Teil 1: Messung und Bewertung der Hauttemperatur der Finger
  - Teil 2: Messung und Bewertung des systolischen Druckes der Finger
- ISO 14971 Medizinprodukte – Anwendung des Risikomanagements auf Medizinprodukte

### ISO 15000–15999
- ISO/TS 15000 Erweiterbare Auszeichnungssprache für das elektronische Geschäftswesen (Electronic Business eXtensible Markup Language – ebXML)
- ISO 15031 On-Board-Diagnose (EOBD) Straßenfahrzeuge - Kommunikation zwischen Fahrzeug und externen abgasrelavanten Testsystemen
  - Teil 1: Allgemeine Informationen und Anwendungsdefinitionen
  - Teil 2: Richtlinie für Begriffe, Definitionen und Abkürzungen
  - Teil 3: Diagnosestecker und zugehörige Schaltungen: Spezifikation und Verwendung
  - Teil 4: Externe Prüfeinrichtung
  - Teil 5: Abgasbezogene Diagnosedienste
  - Teil 6: Festlegungen von Diagnosefehlercodes
  - Teil 7: Netzwerksicherheit
- ISO/TS 15066 Sicherheit bei kollaborativen Robotern als Erweiterung zu DIN EN ISO 10218-1 und DIN EN ISO 10218-1
- ISO/IEC 15288 Informationstechnik – Software-Engineering – Software Lebenszyklusprozesse (Systems Engineering)
- ISO/IEC 15444 Information technology — JPEG 2000 image coding system
  - Teil 1: Core coding system
  - Teil 2: Extensions
  - Teil 5: Reference software
  - Teil 9: Interactivity tools, APIs and protocols
- ISO 15489 Information und Dokumentation – Schriftgutverwaltung (siehe auch Enterprise Content Management)
- ISO/IEC 15504 Software Process Improvement and Capability Determination (SPICE)
- ISO 15511 – International Standard Identifier for Libraries and Related Organisations ISIL
- ISO/IEC 15693 Identification cards – Contactless integrated circuit cards – Vicinity cards
- ISO 15706 ISAN Information und Dokumentation – Internationale Standardnummer für audiovisuelle Aufnahmen
- ISO 15765 Straßenfahrzeuge – Diagnose mit Controller Area Networks (CAN)
- ISO 15900 Determination of particle size distribution – Differential electrical mobility analysis for aerosol particles
- ISO 15919 Transliteration von Devanagari und verwandten indischen Schriften ins Lateinische
- ISO 15924 Definition von Kürzeln zur Repräsentation von Schriften

### ISO 16000–16999
- ISO 16000 Innenraumluftverunreinigungen
- ISO 16016 Schutzvermerk auf Technischen Zeichnungen
- ISO 16183 Motoren für Nutzfahrzeuge – Messung von gasförmigen Emissionen und Partikelemissionen im unverdünnten Abgas unter Verwendung eines Teilstrom-Verdünnungssystems bei transienten Prüfbedingungen
- ISO 16739 Industry Foundation Classes (IFC), offener Standard im Bauwesen zur digitalen Beschreibung von Gebäudemodellen (Building Information Modeling)
- ISO 16845 Straßenfahrzeuge – Steuergerätenetz (CAN) – Prüfplan zu Konformität

### ISO 17000–17999
- ISO/IEC 17020 Anforderungen an den Betrieb verschiedener Typen von Stellen, die Inspektionen durchführen
- ISO/IEC 17024 Zertifizierung von Personen durch die European Association of Chartered and Qualified Surveyors
- ISO/IEC 17025 Anforderungen an Prüf- und Kalibrierlaboratorien
- ISO 17100 Anforderungen an Übersetzungsdienstleistungen (ehemals ISO 15038)
- ISO 17166 (CIE S 007) Erythema reference action spectrum and standard erythema dose
- ISO 17421 OAIS Open Archive Information System, Norm für elektronische Archivsysteme
- ISO 17444 (Teil 1 und Teil 2) Elektronische Gebührenerhebung: Metriken (Teil 1) und Rahmenbedingungen für Prüfungen (Teil 2)
- ISO/IEC 17799 Informationstechnik – IT-Sicherheitsverfahren – Leitfaden für das Informationssicherheits-Management

### ISO 18000–18999
- ISO/IEC 18000 Informationstechnologie - Radiofrequenz-Identifikation für die Artikelverwaltung
- ISO/IEC 18004:2015 Informationstechnologie - Automatische Identifikations- und Datenerfassungstechniken - Spezifikation der QR-Code-Strichcode-Symbologie

### ISO 19000–19999
- ISO 19005 PDF/A normiertes PDF
- ISO 19011 Leitfaden für Audits von Qualitätsmanagement- und/oder Umweltmanagementsystemen
- ISO 19107 Geoinformation – Raumschema
- ISO 19109 Geoinformation – Anwendungsschemaregeln
- ISO 19111 Geoinformation – Koordinatenbasierter Raumbezug (Umgang mit Koordinatensystemen bei Geoinformationen)
- ISO 19113 Geoinformation – Qualitätsgrundsätze
- ISO 19115 Geoinformation – Metadaten
- ISO 19119 Geoinformation – Dienste
- ISO 19123 Geoinformation – Coverage Geometrie- und Funktionsschema
- ISO 19135 Geoinformation – Registrierungsverfahren für geographische Informationseinheiten
- ISO 19136 Geoinformation – Geography Markup Language (GML)
- ISO 19238 Radiological protection – Performance criteria for service laboratories performing biological dosimetry by cytogenetics
- ISO 19505 Informationstechnologie – Unified Modeling Language (UML)
- ISO 19600 Compliance Management Systeme
- ISO/IEC 19770 Informationstechnologie – Software-Assetmanagement
  - Teil 1: Prozesse

### ISO 20000–29999
- ISO/IEC 20000 Standard IT-Service-Management
- ISO 20022 Bibliothek von Nachrichtentypen für die Kreditwirtschaft
- ISO 20072 Ausführungsverifizierung von Inhalationsgeräten – Anforderungen und Prüfverfahren
- ISO 20242-1 Industrielle Automationssysteme und Integration – Serviceschnittstelle für Testanwendungen
- ISO 20400 Nachhaltiges Beschaffungswesen - Leitfaden
- ISO 20653 Road vehicles – Degrees of protection (IP-Code) – Protection of electrical equipment against foreign objects, water and access
- ISO 20671 Markenevaluierung
- ISO 20700 Richtlinien für Managementberatungsdienste
- ISO 20771 Rechtliche Übersetzung - Anforderungen
- ISO 21001 Bildungsorganisationen – Managementsysteme für Bildungsorganisationen – Anforderungen mit Anleitung zur Anwendung
- ISO 21401 Tourismus und damit verbundene Dienstleistungen – Nachhaltigkeitsmanagementsystem für Beherbergungsbetriebe – Anforderungen
- ISO/SAE 21434 Straßenfahrzeuge – Cybersicherheitstechnik
- ISO 21482 Warnsymbol für Ionisierende Strahlung
- ISO 21500 Projektmanagement
- ISO/IEC 21964 Vernichtung von Datenträgern
- ISO 22000 Managementsystem für die Lebensmittelsicherheit
- ISO 22095 Nachverfolgbarkeit von Lieferketten
- ISO 22232 Zerstörungsfreie Prüfung - Charakterisierung und Verifizierung der Ultraschall-Prüfausrüstung
  - Teil 1: Prüfgeräte
  - Teil 2: Prüfköpfe
  - Teil 3: Komplette Prüfausrüstung
- ISO 22282 Geotechnische Erkundung und Untersuchung
- ISO 22301 Business Continuity Management (BCM) oder Betriebliches Kontinuitätsmanagement
- ISO 22316 Sicherheit und Resilienz - Resilienz von Organisationen - Grundsätze und Attribute
- ISO 22320 Sicherheit und Resilienz - Gefahrenabwehr - Leitfaden für die Organisation der Gefahrenabwehr bei Schadensereignissen
- ISO 22395 Sicherheit und Resilienz - Belastbarkeit der Gemeinschaft - Leitfaden zur Unterstützung der Reaktionsfähigkeit der Gemeinschaft bezüglich Personen besonderer Hilfsbedürftigkeit
- ISO 22749 Bahnanwendungen - Federungskomponenten
  - Teil 1: Eigenschaften und Prüfverfahren für elastomer-mechanische Teile
  - Teil 2: Zulassungsverfahren und Qualitätsüberwachung für elastomer-mechanische Teile
- ISO 22752 Bahnanwendungen – Seitenfenster für Schienenfahrzeuge
- ISO 22900 MVCI-Server (MCD3D-Schnittstelle)
- ISO 22901 ODX-Daten (MCD2D-Schnittstelle)
- ISO 23138 Biologische Ausrüstung zur Behandlung von Luft und anderen Gasen – Allgemeine Anforderungen
- ISO 23139 Biologische Ausrüstung zur Aufbereitung von Luft und anderen Gasen – Anforderungen und Anwendungsleitfaden zur Desodorierung in Kläranlagen
- ISO/IEC 23270 C-Sharp|Programmiersprache C#
- ISO 23600 Assistive products for persons with vision impairments and persons with vision and hearing impairments – Acoustic and tactile signals for pedestrian traffic lights
- ISO/IEC/IEEE 24748 Systems and software engineering — Life cycle management
  - Teil 1: Guidelines for life cycle management

- ISO/IEC/IEEE 24774 Systems and software engineering — Life cycle management — Specification for process description
- ISO/IEC 24775 Information technology — Storage management
  - Part 1: Overview
  - Part 2: Common Architecture
  - Part 3: Common profiles
  - Part 4: Block devices
  - Part 5: File systems
  - Part 6: Fabric
  - Part 7: Host elements
  - Part 8: Media libraries
- ISO/IEC 25000 Software-Engineering – Qualitätskriterien und Bewertung von Softwareprodukten (SQuaRE) – Leitfaden für SQuaRE
- ISO/IEC 25436 Eiffel: Analysis, Design and Programming Language
- ISO/IEC 25422:2025-06 Informationstechnologie - 3D Manufacturing Format (3MF) Datenspezifikationen
- ISO 26262 Sicherheitsrelevante elektrische/elektronische Systeme in Kraftfahrzeugen
- ISO/IEC 26300 Informationstechnik – Offenes Dokumentformat für Büroanwendungen (OpenDocument) v1.0
- ISO 26324 Information and documentation - Digital object identifier system
- ISO 26362 Access Panels in der Markt-, Meinungs- und Sozialforschung – Begriffe und Dienstleistungsanforderungen
- ISO/IEC 27001 Informationstechnik – IT-Sicherheitsverfahren – Informationssicherheits-Managementsysteme – Anforderungen
- ISO/IEC 27002 Informationstechnik – IT-Sicherheitsverfahren – Leitfaden für das Informationssicherheits-Management
- ISO/IEC 27032 Informationstechnologie – Sicherheitstechniken – Richtlinien für die Cybersicherheit
- ISO 27145 WWH-OBD Straßenfahrzeuge – Umsetzung der Kommunikationsanforderungen für die weltweit harmonisierte On-Board-Diagnose (WWH-OBD)
  - Teil 1: Allgemeine Informationen und Anwendungsfalldefinition
  - Teil 2: Gemeinsames Datenwörterbuch
  - Teil 3: Allgemeines Nachrichtenwörterbuch
  - Teil 4: Verbindung zwischen Fahrzeug und Prüfgerät
  - Teil 5: Entfällt
  - Teil 6: Externe Testausrüstung
- ISO/TR 27628 Workplace atmospheres – Ultrafine, nanoparticle and nano-structured aerosols – Inhalation exposure characterization and assessment.
- ISO/TS 27687 Nanotechnologies – Terminology and definitions for nano-objects – Nanoparticle, nanofibre and nanoplate.
- ISO/IEC 27701 Informationstechnik – Sicherheitsverfahren – Erweiterung zu ISO/IEC 27001 und ISO/IEC 27002 für das Datenschutzmanagement – Anforderungen und Leitfaden
- ISO 28057 Dosimetry with solid thermoluminescence detectors for photon and electron radiations in radiotherapy
- ISO/IEC 29500 Informationstechnik – Dokumentformat – Office Open XML File Formate
- ISO 29990 Lerndienstleistungen für die Aus- und Weiterbildung – Grundlegende Anforderungen an Dienstleister

### ISO 30000–39999
- ISO 30000 Schiffe und Meerestechnik – Managementsysteme für Schiffrecycling – Festlegungen für Managementsysteme für sichere und umweltverträgliche Einrichtungen zum Abwracken von Schiffen
- ISO 30002 Schiffe und Meerestechnik – Managementsysteme für Schiffrecycling – Leitfaden für die Auswahl von Einrichtungen zum Abwracken von Schiffen (und Formvertrag)
- ISO 30003 Schiffe und Meerestechnik – Managementsysteme für Schiffrecycling – Anforderung an die für Auditdurchführung und Zertifizierung von Managementsystemen für Schiffrecycling zuständigen Stellen
- ISO 30006 Schiffe und Meerestechnik – Darstellung der Ortsangabe für gefährliche Werkstoffe an Bord von Schiffen
- ISO 30414 Personalmanagement – Richtlinien für die interne und externe Berichterstattung über das Humankapital
- ISO 31000 Richtlinien und Prinzipien zur Implementierung des Risikomanagements
- ISO 31700 Verbraucherschutz und Datenschutz durch Gestaltung für Konsumgüter und Dienstleistungen
- ISO 32000 Informationstechnik – Dokumentenmanagement – Portable Document Format (PDF)
- ISO 33061 Informationstechnik – Prozessbewertung – Prozessbewertungsmodell für Software-Lebenszyklusprozesse
- ISO 37001 Antikorruptions-Managementsysteme
- ISO 37002 Whistleblowing Management Systeme
- ISO 37120 Nachhaltige Entwicklung von Kommunen – Indikatoren für städtische Dienstleistungen und Lebensqualität (Sustainable development of communities – Indicators for city services and quality of life)
- ISO 37301 Compliance Management Systeme – Anforderungen mit Anleitung zur Anwendung
- ISO 39001 Sicherheitsmanagement im Straßenverkehr

### ISO 40000–49999
- ISO 42001 Information Technology - Artificial intelligence - Management system („Informationstechnologie - Künstliche Intelligenz - Managementsystem“)
- ISO 42500 Sharing economy - General principles („Sharing Economy - Allgemeine Grundsätze“)
- ISO/TS 42501:2022 Sharing Economy - Allgemeine Vertrauenswürdigkeits- und Sicherheitsanforderungen für digitale Plattformen
- ISO 44001 Managementsysteme für partnerschaftliche Geschäftsbeziehungen – Anforderungen und Rahmenwerk
- ISO 45001 Arbeitsschutzmanagementsysteme
- ISO 46001 Wassereffizienz-Managementsysteme - Anforderungen mit Anleitung zur Verwendung

### ISO 50000–59999
- ISO 50001-500015 Energiemanagementsysteme – Anforderungen mit Anleitung zur Anwendung (alt: EN 16001)
- ISO 55000:2014 Asset Management - Überblick, Grundsätze und Terminologie
- ISO 55001:2014 Asset Management - Managementsysteme - Anforderungen
- ISO 56002 Innovationsmanagement - Innovationsmanagementsystem - Anleitung
- ISO 56003 Innovationsmanagement - Instrumente und Methoden der Innovationspartnerschaft - Anleitung

### ISO 60000–69999
- ISO/IEC/IEEE 60559 Informationstechnik – Mikroprozessorsysteme – Gleitkomma-Arithmetik

### ISO 80000–89999
- ISO 80000 Größen und Einheiten
- ISO/TS 80004 Nanotechnologies – Vocabulary
  - Teil 1: Core terms
  - Teil 3: Carbon nano-objects
  - Teil 4: Nanostructured materials
- ISO / IEC 80601 Medizinische elektrische Geräte

### ISO 90000–99999
- ISO/IEC/IEEE 90003:2018 Software Engineering - Richtlinien für die Anwendung von ISO 9001: 2015 auf Computersoftware
- ISO/IEC TR 90005:2008 Systems Engineering – Richtlinien für die Anwendung von ISO 9001 auf Systemlebenszyklusprozesse